# Essentielle Fettsäuren
Essentielle Fettsäuren (EFA) sind Fettsäuren, die vom Körper nicht selbst hergestellt werden können und daher über die Nahrung zugeführt werden müssen. Ein veralteter Begriff für essentielle Fettsäuren ist Vitamin F.
Für den Menschen sind folgende Fettsäuren essentiell:
- Omega-3-Fettsäure: α-Linolensäure (Alpha-Linolensäure, ALA)
- Omega-6-Fettsäure: Linolsäure

Zwar sind diese Fettsäuren essentiell, aber auch obligatorische Bestandteile der Zellmembran. Daher haben sie eine Bausteinfunktion und werden nicht den Vitaminen zugeordnet. Außerdem können diese Fettsäuren zum Energiegewinn verstoffwechselt werden.

## Hintergrund
Neben dem stufenweisen Abbau von Fettsäuren (β-Oxidation), ist es Lebewesen durchaus möglich, Fettsäuren auch zu verlängern (Fettsäuresynthese) sowie Doppelbindungen in gesättigte Fettsäuren einzuführen (Desaturase) und sie dadurch in ungesättigte Fettsäuren umzuwandeln.
So können die Leberzellen von Säugetieren eine einfache Bindung bis zu Position 9 einer Fettsäure in eine Doppelbindung umwandeln. Ab Position 10 bis zum Methyl-Ende der Fettsäure ist dies jedoch nicht mehr möglich. Somit bleibt es Pflanzen vorbehalten, aus der Ölsäure 18:1 (ω−9) durch entsprechende Umwandlung Linolsäure 18:2 (ω−6) und schließlich die α-Linolensäure 18:3 (ω−3) herzustellen.

### Biologische Bedeutung
Säugetiere müssen die essentiellen Fettsäuren über Nahrung zuführen. 
Ungesättigte Fettsäuren
Dabei dient die Linolsäure 18:2 (ω−6) als Vorstufe zur Herstellung von Gamma-Linolensäure 18:3 (ω−6), Dihomogammalinolensäure 20:3 (ω−6), Arachidonsäure 20:4 (ω−6).
α-Linolensäure 18:3 (ω−3) kann zu Eicosapentaensäure (EPA) 20:5 (ω−3) und Docosahexaensäure (DHA) 22:6 (ω−3) umgebaut werden. Die Fettsäuren mit 20 Kohlenstoffatomen dienen als Vorstufen für die hormonähnlichen Eicosanoide wie z. B. Prostaglandine, Thromboxan, Leukotriene, Lipoxine, Resolvin und Eoxin.
Gesättigte Fettsäuren: Pentadecansäure (C15:0)
Neben den Omega-3- und Omega-6-Fettsäuren gewinnt auch die ungeradzahlige gesättigte Fettsäure Pentadecansäure (C15:0) zunehmend an Bedeutung. Forschungsergebnisse zeigen, dass niedrige Konzentrationen von C15:0 im Blut mit einem erhöhten Risiko für Typ-2-Diabetes, Herz-Kreislauf-Erkrankungen, nichtalkoholische Fettlebererkrankung (NAFLD), nichtalkoholische Steatohepatitis (NASH) und bestimmte Krebsarten in Verbindung stehen.
C15:0 ist ein wichtiger Bestandteil von Zellmembranen und trägt zur Stabilisierung mitochondrialer Funktionen bei. Es wird als potenzieller Biomarker für metabolische Gesundheit diskutiert und spielt möglicherweise eine schutzgebende Rolle gegen verschiedene Stoffwechselstörungen.
Ein entscheidender Unterschied zwischen ungeradzahlig und geradzahlig gesättigten Fettsäuren ist ihre Synthese im Körper. Während geradzahlig gesättigte Fettsäuren über de novo Lipogenese aus Kohlenhydraten gebildet werden können, erfolgt die Synthese von ungeradzahlig gesättigten Fettsäuren wie C15:0 nur in sehr geringem Umfang.
Studien zeigen, dass der Körper ungeradzahlig Fettsäuren wie C15:0 kaum selbst produziert und sie daher hauptsächlich über die Nahrung aufgenommen werden müssen. Eine geringe endogene Synthese könnte über α-Oxidation in Peroxisomen erfolgen, doch ist diese nicht ausreichend für den Bedarf.

#### Referenzeinnahmewerte
Die Referenzeinnahmewerte werden vom Panel on Dietetic Products, Nutrition and Allergies der Europäischen Behörde für Lebensmittelsicherheit (EFSA) wie folgt angegeben.
| Trivialname          | Lipidname  | Referenzeinnahmewert |
| -------------------- | ---------- | -------------------- |
| α-Linolensäure (ALA) | 18:3 (ω−3) | 2 g                  |
| Linolsäure (LA)      | 18:2 (ω−6) | 10 g                 |

#### Mangelerscheinungen
Im Versuch mit Mäusen:
- Fetteinlagerungen in der Leber
- bis zu doppelter Bedarf an Flüssigkeit
- Unfruchtbarkeit
- glanzloses, mattes und zerzaustes Fell mit feuchtem Aussehen
- schuppige Haut
- Haarausfall an Rücken, Kehle und Kopf
- vermehrtes Kratzen
- dunklere und zerknitterte Ohren
- bis zu siebenfache-Verdickung von Hautschichten in der Epidermis (7× stratum Malpighii, 4× stratum granulosum)
- gesteigerte Zellteilung (Hyperplasie)

## Werbeträger
Linolsäure wird öfter bei Margarinen als „Vitamin F“ angegeben. Da Vitamine positiv konnotiert sind, versuchen die Hersteller dadurch Vorteile zu erlangen.